# Wilfried Eisenberg
Wilfried Eisenberg (* 31. März 1968 in Rostock-Warnemünde) ist ein deutscher Manager. Von 2017 bis 2023 war er Geschäftsführer der Nahverkehr Schwerin GmbH.

## Leben

### Herkunft, Ausbildung und Privatleben
Eisenberg absolvierte ab 1985 beim Verkehrskombinat Ostseetrans – das nach der deutschen Wiedervereinigung 1990 zur Rostocker Straßenbahn AG (RSAG) umgewandelt wurde – sowie beim VEB Schiffselektronik Ausbildungen zum Elektromonteur und zum Elektronikfacharbeiter. Anschließend nahm er ein berufsbegleitendes Studium auf, das er als Diplom-Elektroingenieur abschloss. 1996 immatrikulierte er sich für ein Fernstudium der Elektrotechnik, dem ein – vom Gesetzgeber für Führungskräfte im Betriebsdienst eines Straßenbahnbetriebs vorgeschriebenes – postgraduales Studium in Betriebsleitung folgte. Diese Weiterbildung konnte er schließlich 2003 erfolgreich beenden.
Eisenberg ist geschieden und hat fünf Kinder.

### Berufliche Karriere
Bereits 1998 war er zum Leiter des operativen Geschäfts der RSAG ernannt worden und bekleidete bis 2006 unterschiedliche Führungspositionen als Team- und Projektleiter innerhalb des Unternehmens. In diesem Zeitraum stand er den Bereichen Aufsicht / Betriebsdienst sowie Marketing / Kommunikation / Angebotsplanung vor. Zum 1. Januar 2007 wurde zum neuen Technischen Vorstand der RSAG gewählt und war seitdem für Technik und Personalmanagement zuständig. Der Aufsichtsrat verlängerte seinen Vertrag am 23. März 2011 um weitere fünf Jahre.
Nur wenige Wochen später wählte der Aufsichtsrat der Bremer Straßenbahn AG Eisenberg allerdings am 10. Mai 2011 einstimmig zum Nachfolger von Georg Drechsler in der Position des dortigen Technischen Vorstandes. Seine Arbeit in Bremen begann am 1. Januar 2012. Während einer sehr intensiven und langen Frostperiode im Februar gleichen Jahres veranlasste Eisenberg, dass Obdachlose kostenlos Busse und Bahnen der BSAG nutzen und sich in deren hinteren Bereichen aufwärmen konnten. Für diese Initiative überreichte ihm die Senatorin für Soziales, Kinder, Jugend und Frauen, Anja Stahmann, am 13. August den erstmals verliehenen Ehrenpreis „Soziales Bremen“. Darüber hinaus erhielt er für die Maßnahme die Auszeichnung „Haus mit Herz“ der Bremer Aktion für Kinder. Mit Wirkung zum 2. August 2014 trat Eisenberg auf eigenen Wunsch von seinem Posten zurück.
Ab dem 1. Juli 2017 war Eisenberg Geschäftsführer der Nahverkehr Schwerin GmbH. Am 3. Januar 2023 wurde er vom Hauptausschuss der Schweriner Stadtvertretung in einer Sondersitzung abberufen. Der fristlosen Kündigung ging ein Hinweis an die Compliance-Beauftragte der Stadt Schwerin und eine anschließende Prüfung der Vorwürfe durch eine externe Anwaltskanzlei voraus. Eisenberg soll u. a. die Firmenkreditkarte für Privatzwecke genutzt haben.